# Плотава (Баевский район)

Панорама села «Плотава»

Плотава — село в Баевском районе Алтайского края России. Административный центр Плотавского сельсовета.

## История
Село Плотава было основано в 1614 году. В 1928 году в селе функционировали школа, телефон, лавка общества потребителей и изба-читальня, имелось 782 хозяйства, проживало 3665 человек. В административном отношении Плотава являлась центром сельсовета Баевского района Каменского округа Сибирского края.

## География
Село находится в северо-западной части Алтайского края, в лесостепной приобской зоне, на южном и восточном берегах озера Плотавское, на расстоянии примерно 20 километров (по прямой) к северу от села Баево, административного центра района. Средняя температура января −18,7 °C, июля — +19,4 °C. Годовое количество осадков — 330 мм.

## Население
| 1926 | 1997  | 1998  | 1999  | 2000  | 2001  | 2002  |
| ---- | ----- | ----- | ----- | ----- | ----- | ----- |
| 3665 | ↘1054 | ↘1014 | ↘1003 | ↗1016 | ↘1006 | ↘1005 |
| 2003 | 2004  | 2005  | 2006  | 2007  | 2008  | 2009  |
| ↘941 | ↘936  | ↘920  | ↘883  | ↗889  | ↘869  | ↘813  |
| 2010 | 2011  | 2012  | 2013  |       |       |       |
| ↘767 | ↘762  | ↘744  | ↘717  |       |       |       |

Согласно результатам переписи 2002 года, в национальной структуре населения русские составляли 91 %.

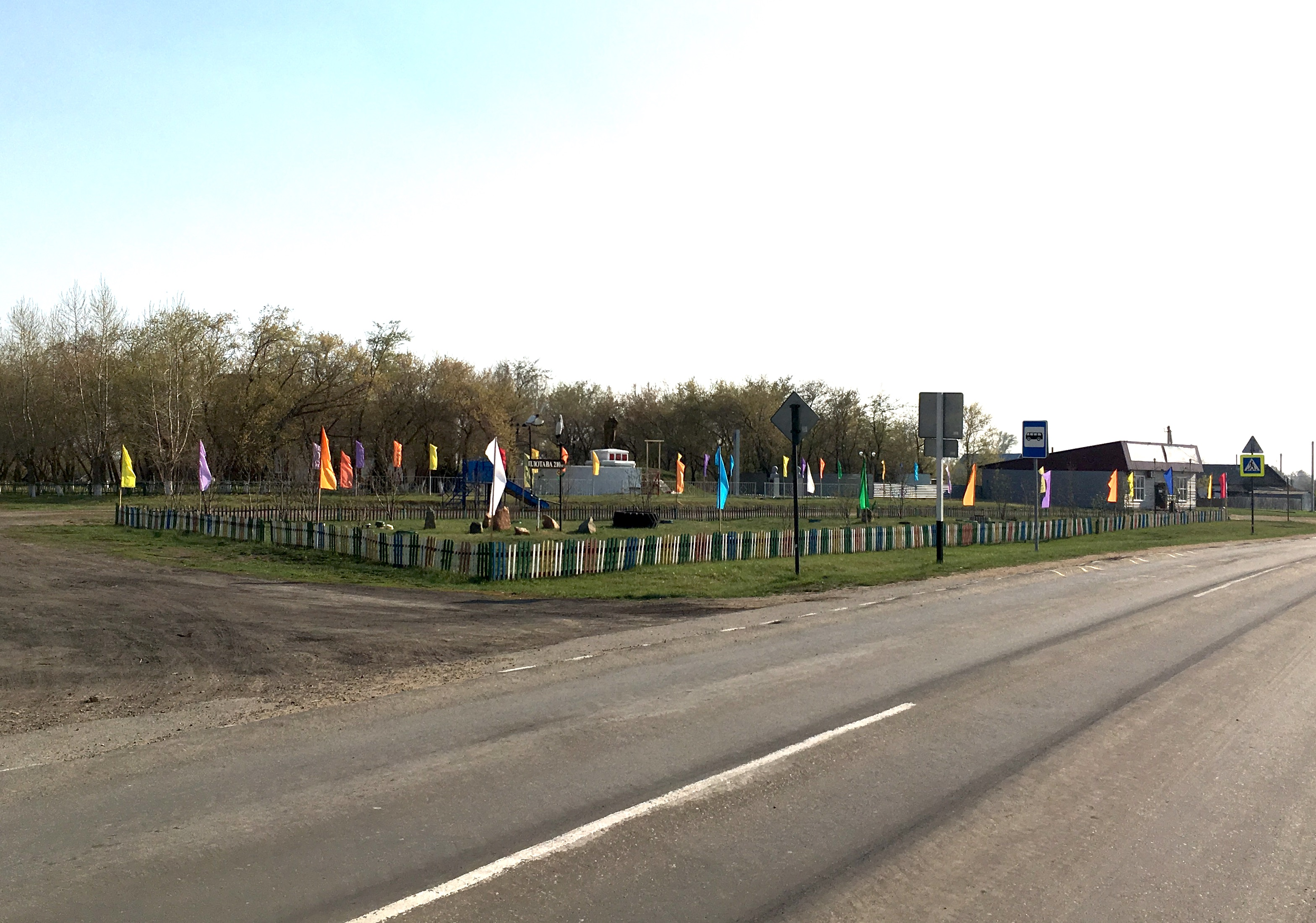
Центральная площадь у администрации

### Известные жители
- Бердников, Николай Анфимович (1913—1983) — старший сержант, Герой Советского Союза (1946).
- Крючков, Абрам Иванович (1910—1941) — красноармеец, Герой Советского Союза (1942).

## Инфраструктура
В селе функционирует средняя общеобразовательная школа.

## Улицы
Уличная сеть села состоит из 11 улиц.